# Leonhard Fredrik Rääf
Leonhard Fredrik Rääf (Kisa, 18 september 1786 - Ydre,  Östergötland, 9 juni 1872) was een Zweedse folklorist, volksverhalen- en volksliedverzamelaar, lokale historicus, conservatieve politicus en parlementslid. Hij stond ook bekend onder zijn bijnaam Ydredrotten (Heer van Ydre).

## Leven en werk
Leonhard Rääf was de zoon van Leonhard Henrik Rääf, een advocaat, en Hedvig Charlotta Grönhagen. Rääf studeerde aan de Universiteit van Uppsala (voornamelijk geschiedenis, Latijn en moderne talen). In 1807 promoveerde hij met een proefschrift over het leven van Peder Hammarskiöld. Nadat zijn vader overleed erfde hij een boerderij en landerijen in Östergötland. Als landeigenaar streed hij tegen veranderingen en sociale hervormingen in een liberale en democratische richting. Over politieke en maatschappelijke kwesties nam hij een ultraconservatief standpunt in. 
In 1821 kocht Rääf een landgoed in de parochie Sund in Ydre, waar hij de bijnaam Ydredrotten kreeg, Heer van Ydre. Hier ontving hij veel personen uit de culturele elite van die tijd, onder wie schrijver en politicus Gudmund Jöran Adlerbeth, dichter en hoogleraar Per Atterbom, schrijver Daniel Georg Ekendahl, literatuur- en kunsthistoricus Lorenzo Hammarsköld, dichter Samuel Hedborn, schrijver Clas Livijn, schrijver en hoogleraar Vilhelm Fredrik Palmblad en historicus Christian Molbech.
Naast het boerenbedrijf en de culturele en literaire bijeenkomsten wijdde hij zich aan zijn wetenschappelijke studies en zijn verzamelingen. Samen met zijn jeugdvriend Erik Drake en hofkapelmeester Joachim Nicolas Eggert verzamelde en bestudeerde hij volksliedjes uit de streek. Hij werkte samen met priester en verzamelaar Arvid August Afzelius en leverde bijdragen aan zijn en Geijers Svenska folkvisor från forntiden ("'Zweedse Volkshymnen uit de Oudheid") (deel 1–3, 1814–16) en aan Atterboms Nordmansharpan in Poetisk Kalender (1816). Hij was hierbij zowel een veldonderzoeker als een archiefonderzoeker.
Rääf ging daarbij sterk uit van de idealen van de Duitse Romantiek, waarbij volkscultuur (volksliedjes, volksverhalen) en verbondenheid met de natuur voortkwamen uit een vermeende oorspronkelijke, onschuldige en gelukkige staat van de mens. Door onderzoek naar volkscultuur kon de ervaring van deze oorspronkelijke staat aan het licht worden gebracht. Hieronder vielen naast volksliedjes en volksverhalen ook sprookjes, spreekwoorden, raadsels, spreuken, bijgeloof en andere folklore.
In 1829 werd hij verkozen tot lid van de Kungliga Vitterhets Historie och Antikvitets Akademien ("Koninklijke Zweedse Academie van Literatuur, Geschiedenis en Oudheden"). Zijn inauguratietoespraak (van 22 februari 1831) werd in 1839 uitgegeven onder de titel Anteckningar öfver beskaffenheten af Sveriges offentliga handlingar under medeltiden ("Over de aard van Zweedse openbare documenten in de Middeleeuwen").
In de jaren 1834–42 gaf Adolf Ivar Arwidsson een grote verzameling volksliederen uit, Svenska fornsånger (in 3 delen), waarin Rääfs verzameling liederen was opgenomen. Een van de inspiraties voor deze uitgave was de bundel Des Knaben Wunderhorn, een verzameling Duitse volksliedjes.
Naast volkscultuur pleitte Rääf ook voor behoud en bestudering van monumenten, runenstenen, bouwwerken, kunst- en gebruiksvoorwerpen, munten, zegels, kerkinventarissen en oude documenten, zoals brieven op perkament. Hij werkte mee aan verschillende uitgaven van middeleeuwse documenten en publiceerde Over de aard van Zweedse openbare documenten in de Middeleeuwen (1839), waarin hij de diplomatieke taal en formele structuur analyseerde.
Hij schreef een groot, vijfdelig dorpshistorisch werk over Ydre, onder meer over burgerlijke, juridische en kerkelijke omstandigheden in het district, en over meren, wegen, oude monumenten en documenten (Samlingar och anteckningar till en beskrifning öfver Ydre härad i Östergöthland, 1856-1875).
Op basis van zijn ultraconservatieve en provinciale aristocratische kijk op de geschiedenis en de maatschappij keurde Rääf elke verandering af, zoals de wegverbeteringen in Kinda, stoombootverkeer van en naar Stockholm, de spinnerij, de mechanische werkplaats en het gebruik van lucifers. Ook verzette hij zich tegen industrialisatie, de aanleg van spoorwegen, gelijke erfrechten, hervormingen van het strafrecht en het openbare schoolsysteem. Onderwijs vond hij uitsluitend iets voor de hogere klassen.
Vanaf 1840 was hij lid van de Rijksdag, het Zweedse parlement. Hij pleitte voor onbeperkte koninklijke macht, verzette zich tegen de belastinghervorming van 1844 en tegen het nieuwe wetboek van strafrecht (1847), omdat hij traditionele straffen wilde behouden. In 1851 verliet hij de Rijksdag.

## Persoonlijk
Leonhard Rääf was getrouwd met Christina Jacobina (Jacquette) von Heijne (1801–1863). Uit het huwelijk kwamen vijf kinderen voort.
Zijn zus Charlotta Eleonora Rääf in Småland (1785–1821) was getrouwd met Carl Åke Hammarskjöld (1768–1848). Een van hun kleinzoons was Hjalmar Hammarskjöld, de vader van Dag Hammarskjöld.
Rääf overleed in 1872 in het landhuis Forsnäs (in de parochie Sund, district Ydre) in de leeftijd van 85 jaar. Hij werd, in de traditie van de Vikingen, op het landgoed begraven met enige voorwerpen (zoals munten en gereedschap) in een grafheuvel bij het meer.

## Uitgaven (selectie)
- Vita Petri Michaélis Hammarsköld (1807)
- Tankar om sättet att uppsöka och vårda Fäderneslandets fornlemningar ("Gedachten over de manier om de oude relikwieën van het vaderland te zoeken en te verzorgen"), 5 dln. (va. 1814)
- Svenska fornsånger ("Oude Zweedse liederen"), uitgegeven door Adolf Ivar Arwidsson (3 dln., 1834–42)
- Anteckningar öfver beskaffenheten af Sveriges offentliga handlingar under medeltiden (1839) ("Over de aard van Zweedse openbare documenten in de Middeleeuwen")
- 'Spår af runor och runors bruk bland inhemska qvarlefvor af skråck och trolldom', in: Mimer. Månadsskrift för vitterhet, historia, philosophi o statskunskap (1839) ("Sporen van runen en hun gebruik in inheemse overblijfselen van hekserij en tovenarij", in: "Mimer. Maandelijks tijdschrift voor literatuur, geschiedenis, filosofie en politieke wetenschappen")
- Samlingar och anteckningar till en beskrifning öfver Ydre härad i Östergöthland (5 dln., 1856-1875) ("Verzamelingen en aantekeningen voor een beschrijving van de streek Ydre in Östergötland")